# Bakmi GM
PT Griya Miesejati, hoạt động kinh doanh dưới tên gọi Bakmi GM, là một chuỗi nhà hàng của Indonesia chuyên phục vụ các món mì bakmi. Chuỗi nhà hàng được thành lập ban đầu như một nhà hàng đơn lẻ tại Gajah Mada Street vào năm 1959, và kể từ đó đã mở rộng đến hơn 50 địa điểm chủ yếu ở vùng đô thị Jakarta.

## Lịch sử
Nhà hàng khởi đầu là một quán mì nằm trên phố Gajah Mada ở Jakarta do cặp vợ chồng Tjhai Sioe và Loei Kwai Fong thành lập vào năm 1959 chỉ với 5 bàn ăn. Nhà hàng trước đây được gọi là Bakmi Gajah Mada, và sau đó đã mở địa điểm thứ hai tại Melawai vào năm 1971. Địa điểm ban đầu tại Gajah Mada đã được nhiều tổng thống Indonesia từ Sukarno đến Joko Widodo ghé ăn, trong đó có BJ Habibie và Megawati Soekarnoputri là những khách hàng thường xuyên. Đặc biệt, có thông tin cho rằng Habibie đã đến nhà hàng vào giờ ăn trưa trong những năm 1970, trước khi ông được bổ nhiệm làm bộ trưởng chính phủ.

## Sản phẩm
Ngoài các món bakmi (mì Indonesia) cùng tên, chuỗi nhà hàng còn phục vụ một số món ăn làm từ gạo và gà, ngoài ra còn một số đồ uống phổ biến khác như trà sữa. Sản phẩm chủ đạo và phổ biến nhất của hãng vẫn là "Bakmi Spesial GM", một món mì ăn kèm với nước hầm gà, phủ lên trên là gà xì dầu, cải ngọt và nấm và có giá khoảng 32.000 Rp (2,2 USD) vào năm 2019. CNN Travel mô tả món mì này là "biểu tượng" và cho biết món ăn này "thu hút một lượng tín đồ".

## Địa điểm
Chuỗi nhà hàng Bakmi GM hiện đã có hơn 50 địa điểm với 1.200 nhân viên tính đến năm 2022. Chuỗi nhà hàng này cũng vận hành các xe tải thực phẩm và quầy hàng bán mang đi. Hầu hết các địa điểm của chuỗi nhà hàng đều nằm ở vùng đô thị thủ đô Jakarta và Tây Java với một số chi nhánh ở Surabaya (khai trương vào năm 2017) và Denpasar (khai trương vào năm 2018).  Vào năm 2019, doanh nghiệp của nhà hàng đã công bố ý định mở các địa điểm ở Sumatra. Bakmi GM phục vụ khoảng 30.000 khách hàng mỗi ngày tính đến tháng 9 năm 2022.